# Giải đua ô tô Công thức 1 Trung Quốc 2024
Giải đua ô tô Công thức 1 Trung Quốc 2024 (tên chính thức là Formula 1 Lenovo Chinese Grand Prix 2024) là một chặng đua Công thức 1 được tổ chức vào ngày 21 tháng 4 năm 2024 tại Trường đua quốc tế Thượng Hải ở Thượng Hải, Trung Quốc. Chặng đua này là chặng đua thứ năm của Giải đua xe Công thức 1 2024.

## Bối cảnh
Giải đua ô tô Công thức 1 Trung Quốc được tổ chức vào cuối tuần từ ngày 19 đến ngày 21 tháng 4 tại Trường đua quốc tế Thượng Hải ở Thượng Hải lần thứ 17 trong lịch sử trường đua. Chặng đua này là chặng đua thứ 5 của Giải đua xe Công thức 1 2024 và là Giải đua ô tô Công thức 1 Trung Quốc thứ 17. Giải đua ô tô Công thức 1 Trung Quốc là chặng đua đầu tiên trong sáu chặng đua trong mùa giải áp dụng thể thức chặng đua nước rút. Bên cạnh đó, Giải đua ô tô Công thức 1 Trung Quốc được tổ chức lần đầu tiên kể từ mùa giải 2019 do đại dịch COVID-19 tại nước này.

### Bảng xếp hạng các tay đua và đội đua trước chặng đua
Sau Giải đua ô tô Công thức 1 Nhật Bản, Max Verstappen dẫn đầu bảng xếp hạng các tay đua với 71 điểm trước Sergio Pérez (64 điểm) với khoảng cách 7 điểm và người đứng thứ ba Charles Leclerc (59 điểm) với khoảng cách 12 điểm. Red Bull Racing dẫn đầu bảng xếp hạng các đội đua với 141 điểm, cách Ferrari (120 điểm) 21 điểm và cách McLaren (69 điểm) 72 điểm.

### Danh sách các tay đua và đội đua
Danh sách các tay đua và đội đua cho chặng đua này không có thay đổi nào so với danh sách các tay đua và đội đua tham gia mùa giải.

### Lựa chọn hợp chất lốp
Nhà cung cấp lốp xe Pirelli mang đến các hợp chất lốp C2, C3 và C4 (ba hợp chất lốp cứng nhất trong số các hợp chất lốp), lần lượt được tiêu chuẩn hóa là cứng (hard), trung bình (medium) và mềm (soft) để các đội sử dụng trong suốt sự kiện này.

## Tường thuật

### Buổi đua thử
Buổi đua thử đầu tiên và duy nhất được tổ chức vào ngày 19 tháng 4 năm 2024 lúc 11:30 giờ địa phương (UTC+8). Lance Stroll của Aston Martin dẫn đầu trước Oscar Piastri của McLaren và Max Verstappen của Red Bull Racing với thời gian nhanh nhất là 1:36,302 phút.

### Vòng phân hạng chặng đua nước rút
Vòng phân hạng chặng đua nước rút được tổ chức vào ngày 19 tháng 4 năm 2024 lúc 15:30 giờ địa phương (UTC+8), bao gồm ba phần với thời gian là 30 phút và các vị trí xuất phát cho chặng đua nước rút được xác định. Các tay đua có 12 phút ở phần đầu tiên (SQ1) để tiếp tục tham gia phần thứ hai (SQ2) của vòng phân hạng chặng đua nước rút. Tất cả các tay đua đạt được thời gian trong phần đầu tiên với thời gian tối đa 107% thời gian nhanh nhất được phép tham gia chặng đua nước rút. 15 tay đua dẫn đầu phần này lọt vào phần tiếp theo. Sau khi SQ1 kết thúc, Sergio Pérez của Red Bull Racing đứng đầu với thời gian nhanh nhất là 1:36,110 phút trong khi cả hai tay đua Alpine, cả hai tay đua Williams và Yuki Tsunoda của RB bị loại.
Phần thứ hai (SQ2) kéo dài 10 phút và mười tay đua nhanh nhất của phần này đi tiếp vào phần thứ ba (SQ3) và cuối cùng của vòng phân hạng chặng đua nước rút. Sau khi SQ2 kết thúc, Verstappen của Red Bull Racing đứng đầu với thời gian nhanh nhất là 1:35,606 phút trong khi George Russell của Mercedes, cả hai tay đua Haas, Daniel Ricciardo của RB và Stroll của Aston Martin bị loại.
Phần thứ ba (SQ3) và cuối cùng kéo dài 8 phút, trong đó mười vị trí xuất phát đầu tiên được xác định sẵn cho chặng đua nước rút Với thời gian nhanh nhất là 1:57,940 phút, Lando Norris của McLaren giành vị trí pole cho chặng đua nước rút trước Lewis Hamilton của Mercedes và Fernando Alonso của Aston Martin trong điều kiện mưa ẩm ướt. Thời gian nhanh nhất của Lando Norris ban đầu bị xóa do vi phạm ranh giới đường đua (track limits) nhưng được đặt lại. Bên cạnh đó, Lando Norris giành vị trí pole thứ hai cho một chặng đua nước rút trong sự nghiệp của mình.

### Chặng đua nước rút
Chặng đua nước rút được tổ chức vào ngày 20 tháng 4 năm 2024 lúc 15:00 giờ địa phương (UTC+8). Norris của McLaren mất vị trí dẫn đầu sau cuộc đọ sức với Hamilton của Mercedes ở vị trí dẫn đầu. Sau cuộc đọ sức đó, Norris bị tụt xuống sáu vị trí. Hamilton tiếp quản vị trí dẫn đầu cho đến khi nó bị chiếm bởi Verstappen ở vòng đua thứ 9. Verstappen của Red Bull Racing tiếp tục dẫn đầu chặng đua nước rút cho đến khi giành chiến thắng chặng đua này trước Hamilton và Pérez, đồng đội tại Red Bull Racing của Verstappen. Alonso phải bỏ cuộc chặng đua nước rút sau khi va chạm lốp với Carlos Sainz Jr. của Ferrari. Alonso nhận một án phạt 10 giây vì gây ra vụ va chạm này nhưng kết quả về đích của anh không thay đổi vì được xếp hạng ở vị trí cuối cùng. Các tay đua ghi điểm còn lại trong chặng đua nước rút là Leclerc của Ferrari, Sainz của Ferrari, Norris của McLaren, Piastri của McLaren và Russell của Mercedes.

### Vòng phân hạng cuộc đua chính
Vòng phân hạng cuộc đua chính được tổ chức vào ngày 20 tháng 4 năm 2024 lúc 15:00 giờ địa phương (UTC+8) và bao gồm ba phần với thời gian là 45 phút. Các tay đua có 18 phút ở phần đầu tiên (Q1) để tiếp tục tham gia phần thứ hai (Q2) của vòng phân hạng cuộc đua chính. Tất cả các tay đua đạt được thời gian trong phần đầu tiên với thời gian tối đa 107% thời gian nhanh nhất được phép tham gia cuộc đua chính. 15 tay đua dẫn đầu phần này lọt vào phần tiếp theo. Sau khi Q1 kết thúc, Verstappen của Red Bull Racing đứng đầu với thời gian nhanh nhất là 1:36,110 phút trong khi Chu Quán Vũ của Kick Sauber, Kevin Magnussen của Haas, Hamilton của Mercedes, Tsunoda của RB và Logan Sargeant của Williams bị loại.
Phần thứ hai (Q2) kéo dài 15 phút và mười tay đua nhanh nhất của phần này đi tiếp vào phần thứ ba (Q3) và cuối cùng của vòng phân hạng cuộc đua. Sau khi Q2 kết thúc, Verstappen của Red Bull Racing đứng đầu với thời gian nhanh nhất là 1:35,606 phút trong khi Stroll của Aston Martin, Ricciardo của RB, cả hai tay đua Alpine và Alexander Albon của Williams bị loại.
Phần thứ ba (Q3) và cuối cùng kéo dài 12 phút, trong đó mười vị trí xuất phát đầu tiên được xác định sẵn cho cuộc đua chính. Với thời gian nhanh nhất là 1:33,660 phút, Verstappen của Red Bull Racing giành vị trí pole cho cuộc đua chính trước đồng đội tại Red Bull Racing là Pérez và Alonso của Aston Martin. Bên cạnh đó, đây là vị trí pole thứ 100 lịch sử của Red Bull Racing.

### Cuộc đua chính
Cuộc đua chính được tổ chức vào ngày 21 tháng 4 năm 2024 lúc 15:00 giờ địa phương (UTC+8) và bao gồm 56 vòng đua.
Logan Sargeant phải xuất phát cuộc đua chính từ làn pit sau khi chiếc xe đua của anh được chỉnh sửa trong điều kiện parc fermé. Khi cuộc đua chính bắt đầu, Fernando Alonso đã vượt qua Sergio Pérez của Red Bull Racing với chiếc xe Aston Martin của mình để giành vị trí thứ hai sau chiếc xe Red Bull Racing khác của Max Verstappen, người đã tạo ra một khoảng cách lớn. Pérez nhanh chóng lấy lại vị trí thứ hai khi cuộc va chạm ngắn ngủi giữa Nico Hülkenberg của Haas và đồng đội Aston Martin của Alonso, Lance Stroll, đã bị ban quản lý quan sát và điều tra. Một trường hợp tương tự giữa Alexander Albon và Pierre Gasly của Alpine cũng đã được điều tra.
Các tay đua bắt đầu vào làn pit để đổi lốp như thường lệ đầu tiên ở vòng đua thứ 9. Tuy nhiên, Pierre Gasly đã ra khỏi chỗ đổi lốp của mình sớm hơn dự kiến khiến một kỹ sư bị ngã. Mặc dù không có thương tích nghiêm trọng nào được báo cáo nhưng Alpine đã bị phạt 10.000 euro sau cuộc đua vì quy trình không an toàn. Trong khi Max Verstappen đổi lốp, Lando Norris vẫn tiếp tục đua khiến anh nhanh chóng chiếm lấy vị trí dẫn đầu cuộc đua. Chẳng bao lâu, chiếc xe Sauber của Valtteri Bottas đột ngột dừng lại khi động cơ bị hỏng ở khúc cua số 11. Các nhân viên giám sát phải vật lộn di chuyển chiếc xe khi nó dường như bị kẹt số, tạo điều kiện cho hai lá cờ vàng vẫy trước khi người ta quyết định rằng giai đoạn xe an toàn ảo là cần thiết. Trong khoảng thời gian này, nhiều tài xế chưa đổi lốp đã chọn thay lốp khi giai đoạn ô tô an toàn ảo chuyển sang giai đoạn ô tô an toàn hoàn toàn. Trong khoảng thời gian này, các tài xế quyết định đổi lốp một lần nữa, đặc biệt là Chu Quán Vũ có một màn đổi lốp chậm.
Max Verstappen của Red Bull Racing giành chiến thắng cuộc đua chính trước Lando Norris của McLaren và dồng đội của Verstappen tại Red Bull Racing là Sergio Pérez. Các tay đua còn lại ghi điểm trong cuộc đua chính là Charles Leclerc của Ferrari, Carlos Sainz Jr. của Ferrari, George Russell của Mercedes, Fernando Alonso của Aston Martin, Oscar Piastri của McLaren, Lewis Hamilton của Mercedes và Nico Hülkenberg của Haas.

## Kết quả

### Vòng phân hạng chặng đua nước rút
| Vị trí                   | Số xe | Tay đua          | Đội đua                      | SQ1      | SQ2      | SQ3      | Vị trí xuất phát |
| ------------------------ | ----- | ---------------- | ---------------------------- | -------- | -------- | -------- | ---------------- |
| 1                        | 4     | Lando Norris     | McLaren-Mercedes             | 1:36,384 | 1:36,047 | 1:57,940 | 1                |
| 2                        | 44    | Lewis Hamilton   | Mercedes                     | 1:37,181 | 1:36,287 | 1:59,201 | 2                |
| 3                        | 14    | Fernando Alonso  | Aston Martin Aramco-Mercedes | 1:36,883 | 1:36,119 | 1:59,915 | 3                |
| 4                        | 1     | Max Verstappen   | Red Bull Racing-Honda RBPT   | 1:36,456 | 1:35,606 | 2:00,028 | 4                |
| 5                        | 55    | Carlos Sainz Jr. | Ferrari                      | 1:36,719 | 1:36,052 | 2:00,214 | 5                |
| 6                        | 11    | Sergio Pérez     | Red Bull Racing-Honda RBPT   | 1:36,110 | 1:35,781 | 2:00,375 | 6                |
| 7                        | 16    | Charles Leclerc  | Ferrari                      | 1:36,537 | 1:35,711 | 2:00,566 | 7                |
| 8                        | 81    | Oscar Piastri    | McLaren-Mercedes             | 1:36,542 | 1:35,853 | 2:00,990 | 8                |
| 9                        | 77    | Valtteri Bottas  | Kick Sauber-Ferrari          | 1:37,112 | 1:36,056 | 2:01,044 | 9                |
| 10                       | 24    | Chu Quán Vũ      | Kick Sauber-Ferrari          | 1:37,544 | 1:36,307 | 2:03,537 | 10               |
| 11                       | 63    | George Russell   | Mercedes                     | 1:37,310 | 1:36,345 | –        | 11               |
| 12                       | 20    | Kevin Magnussen  | Haas-Ferrari                 | 1:37,033 | 1:36,473 | –        | 12               |
| 13                       | 27    | Nico Hülkenberg  | Haas-Ferrari                 | 1:36,924 | 1:36,478 | –        | 13               |
| 14                       | 3     | Daniel Ricciardo | RB-Honda RBPT                | 1:37,321 | 1:36,553 | –        | 14               |
| 15                       | 18    | Lance Stroll     | Aston Martin Aramco-Mercedes | 1:36.961 | 1:36.677 | –        | 15               |
| 16                       | 10    | Pierre Gasly     | Alpine-Renault               | 1:37,632 | –        | –        | 16               |
| 17                       | 31    | Esteban Ocon     | Alpine-Renault               | 1:37,720 | –        | –        | 17               |
| 18                       | 23    | Alexander Albon  | Williams-Mercedes            | 1:37,812 | –        | –        | 18               |
| 19                       | 22    | Yuki Tsunoda     | RB-Honda RBPT                | 1:37,892 | –        | –        | 19               |
| 20                       | 2     | Logan Sargeant   | Williams-Mercedes            | 1:37,923 | –        | –        | 20               |
| Thời gian 107%: 1:42,837 |       |                  |                              |          |          |          |                  |

### Chặng đua nước rút
| Vị trí                                                                                            | Số xe | Tay đua          | Đội đua                      | Số vòng | Thời gian/ Bỏ cuộc | Vị trí xuất phát | Số điểm |
| ------------------------------------------------------------------------------------------------- | ----- | ---------------- | ---------------------------- | ------- | ------------------ | ---------------- | ------- |
| 1                                                                                                 | 1     | Max Verstappen   | Red Bull Racing-Honda RBPT   | 19      | 32:04,660          | 4                | 8       |
| 2                                                                                                 | 44    | Lewis Hamilton   | Mercedes                     | 19      | + 13,043           | 2                | 7       |
| 3                                                                                                 | 11    | Sergio Pérez     | Red Bull Racing-Honda RBPT   | 19      | + 15,258           | 5                | 6       |
| 4                                                                                                 | 16    | Charles Leclerc  | Ferrari                      | 19      | + 17,486           | 7                | 5       |
| 5                                                                                                 | 55    | Carlos Sainz Jr. | Ferrari                      | 19      | + 20,696           | 5                | 4       |
| 6                                                                                                 | 4     | Lando Norris     | McLaren-Mercedes             | 19      | + 22,088           | 1                | 3       |
| 7                                                                                                 | 81    | Oscar Piastri    | McLaren-Mercedes             | 19      | + 24,713           | 8                | 2       |
| 8                                                                                                 | 63    | George Russell   | Mercedes                     | 19      | + 25,696           | 11               | 1       |
| 9                                                                                                 | 24    | Chu Quán Vũ      | Kick Sauber-Ferrari          | 19      | + 31,951           | 10               |         |
| 10                                                                                                | 20    | Kevin Magnussen  | Haas-Ferrari                 | 19      | + 37,398           | 12               |         |
| 11                                                                                                | 3     | Daniel Ricciardo | RB-Honda RBPT                | 19      | + 37,840           | 14               |         |
| 12                                                                                                | 77    | Valtteri Bottas  | Kick Sauber-Ferrari          | 19      | + 38,295           | 9                |         |
| 13                                                                                                | 31    | Esteban Ocon     | Alpine-Renault               | 19      | + 39,841           | 17               |         |
| 14                                                                                                | 18    | Lance Stroll     | Aston Martin Aramco-Mercedes | 19      | + 40,299           | 15               |         |
| 15                                                                                                | 10    | Pierre Gasly     | Alpine-Renault               | 19      | + 40,838           | 16               |         |
| 16                                                                                                | 22    | Yuki Tsunoda     | RB-Honda RBPT                | 19      | + 41,870           | 19               |         |
| 17                                                                                                | 23    | Alexander Albon  | Williams-Mercedes            | 19      | + 42,998           | 18               |         |
| 18                                                                                                | 2     | Logan Sargeant   | Williams-Mercedes            | 19      | + 46,352           | 20               |         |
| 19                                                                                                | 27    | Nico Hülkenberg  | Haas-Ferrari                 | 19      | + 49,630           | 13               |         |
| 201                                                                                               | 14    | Fernando Alonso  | Aston Martin Aramco-Mercedes | 17      | Xe hỏng            | 3                |         |
| Vòng đua nhanh nhất: Max Verstappen (Red Bull Racing-Honda RBPT) - 1:40,331 phút (vòng đua thứ 3) |       |                  |                              |         |                    |                  |         |

Ghi chú
- ^1  – Fernando Alonso được xếp hạng vì đã hoàn thành hơn 90% chiều dài chặng đua nước rút. Anh cũng nhận án phạt 10 giây vì va chạm với Carlos Sainz Jr. Án phạt không thay đổi gì vì Alonso được xếp hạng ở vị trí cuối cùng.[19]

### Vòng phân hạng cuộc đua chính
| Vị trí                   | Số xe | Tay đua          | Đội đua                      | Q1       | Q2       | Q3       | Vị trí xuất phát |
| ------------------------ | ----- | ---------------- | ---------------------------- | -------- | -------- | -------- | ---------------- |
| 1                        | 1     | Max Verstappen   | Red Bull Racing-Honda RBPT   | 1:34,742 | 1:33,794 | 1:33,660 | 1                |
| 2                        | 11    | Sergio Pérez     | Red Bull Racing-Honda RBPT   | 1:35,457 | 1:34,026 | 1:33,982 | 2                |
| 3                        | 14    | Fernando Alonso  | Aston Martin Aramco-Mercedes | 1:35,116 | 1:34,652 | 1:34,148 | 3                |
| 4                        | 4     | Lando Norris     | McLaren-Mercedes             | 1:34,842 | 1:34,460 | 1:34,165 | 4                |
| 5                        | 81    | Oscar Piastri    | McLaren-Mercedes             | 1:35,014 | 1:34,659 | 1:34,273 | 5                |
| 6                        | 16    | Charles Leclerc  | Ferrari                      | 1:34,797 | 1:34,399 | 1:34,289 | 6                |
| 7                        | 55    | Carlos Sainz Jr. | Ferrari                      | 1:34,970 | 1:34,970 | 1:34,297 | 7                |
| 8                        | 63    | George Russell   | Mercedes                     | 1:35,084 | 1:34,609 | 1:34,433 | 8                |
| 9                        | 27    | Nico Hülkenberg  | Haas-Ferrari                 | 1:35,068 | 1:34,667 | 1:34,604 | 9                |
| 10                       | 77    | Valtteri Bottas  | Kick Sauber-Ferrari          | 1:35,169 | 1:34,769 | 1:34,665 | 10               |
| 11                       | 18    | Lance Stroll     | Aston Martin Aramco-Mercedes | 1:35,846 | 1:34,838 | –        | 11               |
| 12                       | 3     | Daniel Ricciardo | RB-Honda RBPT                | 1:35,443 | 1:34,934 | –        | 12               |
| 13                       | 31    | Esteban Ocon     | Alpine-Renault               | 1:35,356 | 1:35,223 | –        | 13               |
| 14                       | 23    | Alexander Albon  | Williams-Mercedes            | 1:35,384 | 1:35,241 | –        | 14               |
| 15                       | 10    | Pierre Gasly     | Alpine-Renault               | 1:35,287 | 1:35,463 | –        | 15               |
| 16                       | 24    | Chu Quán Vũ      | Kick Sauber-Ferrari          | 1:35,505 | –        | –        | 16               |
| 17                       | 20    | Kevin Magnussen  | Haas-Ferrari                 | 1.35,516 | –        | –        | 17               |
| 18                       | 44    | Lewis Hamilton   | Mercedes                     | 1:35,573 | –        | –        | 18               |
| 19                       | 22    | Yuki Tsunoda     | RB-Honda RBPT                | 1:35,746 | –        | –        | 19               |
| 20                       | 2     | Logan Sargeant   | Williams-Mercedes            | 1:36,358 | –        | –        | Làn pit1         |
| Thời gian 107%: 1:41,373 |       |                  |                              |          |          |          |                  |

Ghi chú
- ^1  – Logan Sargeant vượt qua vòng phân hạng cuộc đua chính ở vị trí thứ 20 nhưng phải xuất phát cuộc đua chính từ làn pit sau khi chiếc xe đua của anh được chỉnh sửa trong điều kiện parc fermé.[16]

### Cuộc đua chính
| Vị trí                                                                                                | Số xe | Tay đua          | Đội đua                      | Số vòng | Thời gian/ Bỏ cuộc | Vị trí xuất phát | Số điểm |
| --- | ----- | ---------------- | ---------------------------- | ------- | ------------------ | ---------------- | ------- |
| 1 | 1     | Max Verstappen   | Red Bull Racing-Honda RBPT   | 56      | 1:40:52,554        | 1                | 25      |
| 2 | 4     | Lando Norris     | McLaren-Mercedes             | 56      | + 13,773           | 4                | 18      |
| 3 | 11    | Sergio Pérez     | Red Bull Racing-Honda RBPT   | 56      | + 19,160           | 2                | 15      |
| 4 | 16    | Charles Leclerc  | Ferrari                      | 56      | + 23,623           | 6                | 12      |
| 5 | 55    | Carlos Sainz Jr. | Ferrari                      | 56      | + 33,983           | 7                | 10      |
| 6 | 63    | George Russell   | Mercedes                     | 56      | + 38,724           | 8                | 8       |
| 7 | 14    | Fernando Alonso  | Aston Martin Aramco-Mercedes | 56      | + 43,414           | 3                | 71      |
| 8 | 81    | Oscar Piastri    | McLaren-Mercedes             | 56      | + 56,198           | 5                | 4       |
| 9 | 44    | Lewis Hamilton   | Mercedes                     | 56      | + 57,986           | 18               | 2       |
| 10 | 27    | Nico Hülkenberg  | Haas-Ferrari                 | 56      | + 1:00,476         | 9                | 1       |
| 11 | 31    | Esteban Ocon     | Alpine-Renault               | 56      | + 1:02,812         | 13               |         |
| 12 | 23    | Alexander Albon  | Williams-Mercedes            | 56      | + 1:05,506         | 14               |         |
| 13 | 10    | Pierre Gasly     | Alpine-Renault               | 56      | + 1:09,223         | 15               |         |
| 14 | 24    | Chu Quán Vũ      | Kick Sauber-Ferrari          | 56      | + 1:11,689         | 16               |         |
| 15 | 18    | Lance Stroll     | Aston Martin Aramco-Mercedes | 56      | + 1:22.786         | 11               |         |
| 16 | 20    | Kevin Magnussen  | Haas-Ferrari                 | 56      | + 1:27,5332        | 17               |         |
| 17 | 2     | Logan Sargeant   | Williams-Mercedes            | 56      | + 1:35,1103        | Làn pit          |         |
| Bỏ cuộc                                                                                               | 3     | Daniel Ricciardo | RB-Honda RBPT                | 33      | Xe hỏng do va chạm | 12               |         |
| Bỏ cuộc                                                                                               | 22    | Yuki Tsunoda     | RB-Honda RBPT                | 26      | Va chạm            | 19               |         |
| Bỏ cuộc                                                                                               | 77    | Valtteri Bottas  | Kick Sauber-Ferrari          | 19      | Động cơ            | 10               |         |
| Vòng đua nhanh nhất: Fernando Alonso (Aston Martin Aramco-Mercedes) - 1:37,810 phút (vòng đua thứ 45) |       |                  |                              |         |                    |                  |         |
| Tay đua xuất sắc nhất cuộc đua: Lando Norris (McLaren), 26,4% số phiếu bầu                            |       |                  |                              |         |                    |                  |         |

Ghi chú
- ^1  – Bao gồm một điểm cho vòng đua nhanh nhất.[20]
- ^2  – Kevin Magnussen về đích ở vị trí thứ 15 nhưng bị tụt xuống vị trí thứ 16 sau khi nhận một án phạt 10 giây vì gây ra vụ va chạm với Yuki Tsunoda.[21]
- ^3  – Logan Sargeant nhận một án phạt 10 giây vì vượt Nico Hülkenberg trong giai đoạn xe an toàn. Kết quả vị trí về đích của anh không bị ảnh hưởng.[21]

## Bảng xếp hạng sau chặng đua

### Bảng xếp hạng các tay đua
| Vị trí | Tay đua          | Đội đua                      | Số điểm | Thay đổi vị trí |
| ------ | ---------------- | ---------------------------- | ------- | --------------- |
| 1      | Max Verstappen   | Red Bull Racing-Honda RBPT   | 110     | +/-0            |
| 2      | Sergio Pérez     | Red Bull Racing-Honda RBPT   | 85      | +/-0            |
| 3      | Charles Leclerc  | Ferrari                      | 76      | +/-0            |
| 4      | Carlos Sainz Jr. | Ferrari                      | 69      | +/-0            |
| 5      | Lando Norris     | McLaren-Mercedes             | 58      | +/-0            |
| 6      | Oscar Piastri    | McLaren-Mercedes             | 38      | +/-0            |
| 7      | George Russell   | Mercedes                     | 33      | +/-0            |
| 8      | Fernando Alonso  | Aston Martin Aramco-Mercedes | 31      | +/-0            |
| 9      | Lewis Hamilton   | Mercedes                     | 19      | +/-0            |
| 10     | Lance Stroll     | Aston Martin Aramco-Mercedes | 9       | +/-0            |

- Lưu ý: Chỉ có mười vị trí đứng đầu được liệt kê trên bảng xếp hạng này.

### Bảng xếp hạng các đội đua
| Vị trí | Đội đua                      | Số điểm | Thay đổi vị trí |
| ------ | ---------------------------- | ------- | --------------- |
| 1      | Red Bull Racing-Honda RBPT   | 195     | +/-0            |
| 2      | Ferrari                      | 151     | +/-0            |
| 3      | McLaren-Mercedes             | 96      | +/-0            |
| 4      | Mercedes                     | 52      | +/-0            |
| 5      | Aston Martin Aramco-Mercedes | 40      | +/-0            |
| 6      | RB-Honda RBPT                | 7       | +/-0            |
| 7      | Haas-Ferrari                 | 5       | +/-0            |
| 8      | Williams-Mercedes            | 0       | +/-0            |
| 9      | Alpine-Renault               | 0       | 1               |
| 10     | Kick Sauber-Ferrari          | 0       | 1               |